# 大東良
大東 良（だいとう りょう、1921年3月15日 - 没年不明）は、日本の俳優。東京市（現：東京都）出身。

## 人物
本名は深沢 常雄。
1973年より「大東 梁佶」に改名。

## 出演作品

### 映画
- 悲劇の将軍 山下奉文（1953年、東映） - 傷兵
- 少年姿三四郎（1954年、東映） - 六助
  - 少年姿三四郎 第一部 山岳の決斗
  - 少年姿三四郎 第二部 大川端の決斗
- あゝ洞爺丸（1954年、東映） - 旅慣れた男
- さいざんす二刀流（1954年、東映） - 口上役
- 姿三四郎 第一部（1955年、東映） - 遊び人
- 力闘空手打ち・三部作（1955年、東映） - 青山
- 忍術三四郎（1955年、東映） - 吃の字
- 息子の縁談（1955年、東映） - 子分
- 石松故郷へ帰る（1955年、東映） - 清水の小政
- 親馬鹿子守唄（1955年、東映） - 五郎
- 花ごよみ八笑人（1955年、東映） - 丑松
- 鼻の六兵衛（1956年、東映） - ポン引きの三次
- げんこつ社員（1956年、東映） - 徳丸
- 龍巻三四郎（1956年、東映） - 吉
- 大学の石松シリーズ（東映）
  - 大学の石松（1956年） - メリケンの鉄
  - 大学の石松 ぐれん隊征伐（1956年） - マンボの万吉
  - 大学の石松 太陽族に挑戦す（1956年） - マンボの万吉
  - 大学の石松 女群突破（1957年） - 小岩
- 笑いの魔術師（1956年、東映） - 八の字髯の議員
- 権三と助十 かごや太平記（1956年、東映） - 屋台のおやじ
- 宝島遠征（1956年、東映） - どれい売り
- にっぽんGメン 特別武装班出動（1956年、東映） - 北町
- 野郎ども 表へ出ろ（1956年、東映） - 運転手
- 地下鉄三四郎（1956年、東映） - 風太郎の仁吉
- 忍術快男児（1956年、東映） - マンボ男
- 夕日と拳銃 日本篇 大陸篇（1956年、東映） - 愚連隊の男
- 浅草三四郎（1956年、東映） - 風太郎
- 警視庁物語（東映）
  - 警視庁物語 追跡七十三時間（1956年） - 源さん
  - 警視庁物語 上野発五時三五分（1957年） - カメラマニア
  - 警視庁物語 夜の野獣（1957年） - 運転手
  - 警視庁物語 血液型の秘密（1960年） - 魚屋の主人
  - 警視庁物語 不在証明（1961年） - 三助
  - 警視庁物語 十五才の女（1961年） - 銭湯の三助
  - 警視庁物語 19号埋立地（1962年） - 古本屋のおやじ
- 純情部隊（1957年、東映） - 健
- 母星子星（1957年、東映） - 浜崎順之助
- 喧嘩社員（1957年、東映） - スリの庄太
- 無敵社員（1957年、東映） - スリの庄太
- 第十三号棧橋（1957年、東映） - さそりを持つ船員
- 地獄岬の復讐（1957年、東映） - 依田
- 少年探偵団 かぶと虫の妖奇（1957年、東映） - 田川看守
- 殺人者を逃すな（1957年、東映） - 鉄
- 日清戦争風雲秘話 霧の街（1957年、東映） - 常吉
- 鯨と斗う男（1957年、東映） - 鯨祭りの司会者
- 青い海原（1957年、東映） - 為さん
- 青空特急（1957年、東映） - 土砂降りの六
- 血まみれの決闘（1957年、東映） - 西崎の乾分
- 純愛物語（1957年、東映） - 護送警官
- ふるさとの唄 哀愁のりんご園（1957年、東映） - 権作
- ふるさとの唄 お母さんの東京見物（1957年、東映） - 平さん
- 多羅尾伴内 十三の魔王（1958年、東映） - 中原巡査
- 母つばめ（1958年、東映） - 富三
- 台風息子（1958年、東映） - 酔いどれ客
- 一丁目一番地（1958年、東映） - 自転車の男
  - 一丁目一番地
  - 一丁目一番地 第二部
- デン助の陽気な靴みがき（1958年、東映） - 留吉
- 月光仮面（1958年、東映）
  - 月光仮面 - 別荘番の老人
  - 月光仮面 絶海の死斗
  - 月光仮面 魔人（サタン）の爪 - ジョン
- ひばりの花形探偵合戦（1958年、東映） - ボケ辰
- 空中サーカス 嵐を呼ぶ猛獣（1958年、東映） - 鉄
- 森と湖のまつり（1958年、東映） - トウロの男
- デン助の陽気な拳闘王（1958年、東映） - 留吉
- 母しぐれ（1959年、東映） - 辰[3]
- 旋風家族（1959年、東映） - モニカのバンドマン
- 無法街の野郎ども（1959年、東映） - 角三
- 母と娘の瞳（1959年、東映） - 白バイの警官
- 特ダネ三十時間 第三の女（1959年、東映） - 古川
- ずべ公天使（1959年、東映） - 生花師匠
- お役者文七捕物暦 蜘蛛の巣屋敷（1959年、東映） - 安吉
- 紅顔の密使（1959年、東映） - 藤六
- 埠頭の縄張り（1959年、東映） - 万造
- 静かなる兇弾（1959年、東映） - 大木
- べらんめえ探偵娘（1959年、東映） - かつぎ屋
- 特ダネ三十時間 拾った牝豹 午前零時の顔（1959年、東映） - 運転士
- べらんめえ芸者（1959年、東映） - 増田
- 天下の快男児 万年太郎（1960年、東映） - 成田
- 二発目は地獄行きだぜ（1960年、東映） - 川勝の子分
- 特ダネ三十時間 白昼の脅迫 女の牙（1960年、東映） - 古川
- 殴りつける十代（1960年、東映） - 司会者
- 拳銃を磨く男 呪われた顔（1960年、東映） - サブ
- 地獄の渡り者（1960年、東映） - アンボン
- 続ずべ公天使 七色の花嫁（1960年、東映） - 大阪組長
- 不死身の男（1960年、東映） - 辰
- 吠えろ岸壁（1960年、東映） - 大久保
- 悪魔の札束（1960年、東映） - ロッカー係員
- 野獣の眼（1960年、東映） - 八ちゃん
- 嵐の中の若者たち（1960年、東映） - 外交員
- 遥かなる母の顔（1960年、東映） - 小田切運転手
- ぽんこつ（1960年、東映） - 警察署遺失物係
- 億万長者（1960年、東映） - 清野
- 俺が地獄の手品師だ（1961年、東映） - マスター・オブ・セレモニイ
- 男の地平線（1961年、東映） - タクシー運転手
- 天下の快男児 旋風太郎（1961年、東映） - 譲次
- 拳銃野郎に御用心（1961年、東映） - ハートの六
- 花ざかり七色娘（1961年、東映） - 長さん
- アマゾン無宿 世紀の大魔王（1961年、東映） - チンピラ
- ネオンの海の暴れん坊（1961年、東映） - 酔客
- 男の血潮がこだまする（1961年、東映） - サブ
- 腕まくり七色娘（1961年、東映） - 警官
- 特ダネ三十時間 危険な恋人（1961年、東映） - 本田
- わが生涯は火の如く（1961年、東映） - 消防士
- 特ダネ三十時間 東京租界の女（1961年、東映） - 本田
- 続次郎長社長と石松社員（1961年、東映） - 松木
- 皮ジャン・ブルース（1961年、東映） - ガスのメーター調べ
- ひばり民謡の旅 べらんめえ芸者佐渡へ行く（1961年、東映） - 平野
- ヒマラヤ無宿 心臓破りの野郎ども（1961年、東映） - マスター・オブ・セレモニー
- ファンキーハットの快男児 二千万円の腕（1961年、東映） - 佐々木
- 黄色い風土（1961年、東映） - 倉田敏夫
- 次郎長社長よさこい道中（1961年、東映） - 修道僧モルガン
- 万年太郎と姐御社員（1961年、東映） - 食料品店々員
- べらんめえ中乗りさん（1961年、東映） - 辰
- 石松社員は男でござる（1961年、東映） - ポリエチレン会社員
- 悪魔の手毬唄（1961年、東映） - 横山
- 地獄の底をぶち破れ（1961年、東映） - 辰
- 瞼の母（1962年、東映） -  孫助
- べらんめえ芸者と大阪娘（1962年、東映） - マネージャー
- 愉快な仲間（1962年、東映） - とんかつの勝ちゃん
- 太平洋のGメン（1962年、東映） - 松野の子分
- サラリーマン一心太助（1962年、東映） - 岡本
- 歌う明星 青春がいっぱい（1962年、東映） - プロデューサー
- 地獄の裁きは俺がする（1962年、東映） - 新聞記者
- 三百六十五夜（1962年、東映） - 矢野三郎
- ひばりの佐渡情話（1962年、東映） - 大木
- べらんめえ芸者と丁稚社長（1963年、東映） - 松村
- 安来ぶし道中（1963年、東映） - 京都番頭
- 暴力街（1963年、東映） - 高島
- この首一万石（1963年、東映） - 弥五
- 無法松の一生（1963年、東映） - 済生館
- 浅草の侠客（1963年、東映） - 戸倉
- 馬喰一代（1963年、東映） - 井原巡査
- 恐喝（1963年、東映） - 安西
- ギャング忠臣蔵（1963年、東映） - クラブキラのバーテン
- 白い熱球（1963年、東映） - 委員
- 竜虎一代（1964年、東映） - 吾一
- いれずみ突撃隊（1964年、東映） - 山本軍曹
- ひも（1965年、東映）
- 可愛いあの娘（1965年、東映） - 岡本
- 虹をつかむ恋人たち（1965年、東映） - 支配人
- 一発かましたれ（1965年、東映） - 木村
- 網走番外地 望郷篇（1965年、東映）
- 地獄の波止場（1965年、東映） - ホテルの男
- 流れ者仁義（1965年、東映） - 安川
- 地獄の野良犬（1966年、東映） - 飲み屋の親爺
- 残侠あばれ肌（1967年、東映） - 島井
- 祇園祭（1968年、松竹） - 職人
- 日蓮（1979年、松竹） - 那須左源太
- 仕掛人・藤枝梅安（1981年、東映） - 代貸

### テレビドラマ

#### 日本テレビ
- 丸出だめ夫 第1話「ボロット君誕生」（1966年）
- 子連れ狼（萬屋錦之介版） 第一部 第3話「鳥に翼 獣に牙」（1973年）[4]
- 大都会シリーズ（1978年）
  - 大都会 PARTII 第48話「狙われた刑事（デカ）」
  - 大都会 PARTIII 第10話「狙われた部長刑事」
- 大追跡 第24話「爆殺魔」（1978年）

#### TBS
- アイフル大作戦 第33話「美女を盗め! ズッコケ捜査網」（1973年）[5]
- バーディー大作戦 第37話「ヌードモデル コネクション」（1975年）
- Gメン'75
  - 第34話「警視庁の中のスパイ」（1976年）
  - 第45話「警視庁広域手配No.307」（1976年） - 宝石を買った男
  - 第77話「指の無いタクシー運転手」（1976年） - 大東重雄
  - 第168話「夏祭りの夜の惨劇」（1978年） - 中村時夫

#### フジテレビ
- 時代劇スペシャル / 日本犯科帳・隠密奉行「久留米篇 有馬藩連続毒殺事件の怪 河童が怒る筑後川」（1982年）

#### テレビ朝日
- ロック物語（1962年）
- 特別機動捜査隊
  - 第152話「団地夫人」（1964年）- 黒谷
  - 第210話「ペンフレンド」（1965年）
  - 第323話「初春寿捕物控 大江戸卍絵図」（1968年） - 音介[6]
  - 第329話「花散りぬ」（1968年） - 弥助
  - 第752話「我が輩は犬である」（1976年） - 労務者
  - 第767話「わたしは尼寺へ行きたい」（1976年） - 安川大助
  - 第769話「俺は許せなかった」（1976年） - 堺
  - 第773話「ゆり子と言う女」（1976年） - 工場長
  - 第776話「地獄舞」（1976年） - べーやん
  - 第788話「無情の風に散る」（1976年） - 客
  - 第792話「情念の女」（1977年） - 警官
  - 第794話「ある受験生の詩」（1977年） - 屋台のおやじ
  - 第800話「あヽ夫婦」（1977年） - チンドンや
- 悪魔くん
  - 第1話「妖怪ガンマー」（1966年） - タクシー運転手
  - 第15話「妖怪としぬすみ」（1967年） - ぴんはね
- 素浪人 花山大吉 第91話「首になるほど惚れていた」（1970年）
- 遠山の金さん捕物帳
  - 第24話「刀に魅入られた女」（1970年） - ごろつき
  - 第32話「お蚕ぐるみの女」（1971年） - 伝次
- 仮面ライダーシリーズ
  - 仮面ライダー 第39話「怪人狼男の殺人大パーティー」（1971年） - 酔っ払いのサラリーマン
  - 仮面ライダーX 第29話「死闘!! Xライダー対Xライダー!!」（1974年） - 安藤支局長（AB通信社東京支局）
- 長谷川伸シリーズ / 直八子供旅（1973年）[7]
- キカイダー01 第34話「呪いの大時計 ビジンダー危機」（1974年） - 時計店店主
- さすらいの狼（1972年）
  - 第7話「竜と峠とじゃのめ傘」
  - 第15話「罠を放った矢場の女」
  - 第24話「九人目の刺客」
- 旗本退屈男 第17話「生き残った密使」（1974年）
- 破れ傘刀舟悪人狩り
  - 第14話「暗黒街のメス」（1974年） - 権蔵
  - 第19話「浦賀沖波高し」（1975年）
  - 第28話「悪の花が飛んだ」（1975年）
  - 第34話「裏切りの街」（1975年） - 吾助
  - 第47話「噂の大地震」（1975年）
  - 第62話「許されざる愛」（1975年） - 伊助
  - 第79話「生き胴斬り千両」（1976年） - 小吉
  - 第96話「怒濤佐渡の嵐」（前編）（1976年） - 島蔵
  - 第105話「闇の中に鈴が鳴る」（1976年） - 由造
  - 第109話「地獄のひまわり」（1976年） - 佐平
- 正義のシンボル コンドールマン 第17話「火の海を突破せよ!!」（1975年） - トラック運転手
- ベルサイユのトラック姐ちゃん 第19話「燃える女の子守唄」（1976年）
- 特捜最前線
  - 第3話「禁じられた愛の詩」（1977年）
  - 第45話「蒸発・記憶をデッサンする女!」（1978年）
  - 第141話「脱走爆弾犯を見た女!」（1979年）
- 破れ奉行
  - 第5話「暗黒街の紅い花」（1977年） - 職人
  - 第22話「死神が乗った流人船」（1978年） - 馬蔵
  - 第29話「裏切りの暗黒街」（1978年） - 松前屋
  - 第35話「闇に散った怨み花」（1978年）
- 5年3組魔法組 第29話「ほんとう? 不幸の手紙」（1977年） - ラーメン屋
- 新・必殺仕置人 第31話 「牢獄無用」（1977年） - 蝮の三次
- 人形佐七捕物帳 第33話「泥棒市が結ぶ恋」（1977年） - 船宿の親爺
- 透明ドリちゃん 第12話「仮面の優等生」（1978年） - 料理店店主
- 破れ新九郎
  - 第4話「ここは地獄の一丁目」（1978年）
  - 第24話「六十二万石の鯉騒動」（1979年）
  - 第25話「大爆破! 夜空に消えた新九郎」（1979年）
- 赤穂浪士（1979年） - 八助
  - 第1話「花の雨」
  - 第3話「昼行燈と猫兵部」
  - 第4話「女郎蜘蛛」
  - 第26話「山科の別れ」
- 長七郎天下ご免! 第20話「恋も蕾の仇討ち」（1980年） - 権八
- 電子戦隊デンジマン 第46話「腹ペコ地獄X計画」（1980年） - 農夫
- 鬼平犯科帳 (萬屋錦之介) - 三次郎
  - 第2シリーズ（1981年）
    - 第13話「助太刀」
    - 第22話「暗剣白梅香」
    - 第23話「金太郎そば」

  - 第3シリーズ 第12話「尻毛の長右衛門」（1982年）
- 西部警察
  - 西部警察 (PART1) 第83話「西から来た刑事」（1981年）
  - 西部警察 PART-III
    - 第22話「最上川舟唄」（1983年）
    - 第46話「さらば友よ」（1984年）

#### 東京12チャンネル
- プレイガール
  - 第1話「男無用の女ども」（1969年）[8]
  - 第7話「女が命を賭けるとき」（1969年）[8]
  - 第68話「怪談 女の恨みは地獄から」（1970年）
  - 第78話「暗黒街の美少年」（1970年）
  - 第107話「狂い咲き残侠伝」（1971年）
  - 第115話「朝ぼらけの情事」（1971年）
  - 第148話「蝶々・新伍のとめてくれるなおっ母さん!」（1972年）
  - 第248話「女の腹芸」（1973年）
- 大江戸捜査網
  - 第1シリーズ 第43話「謎の浮世絵」（1971年）
  - 第3シリーズ
    - 第167話「銃声は少年の叫び」（1976年）
    - 第188話「異母兄弟の夜明け」（1977年）
    - 第203話「初見参お銀仇討ち始末」（1977年）
    - 第220話「人質救出の罠」（1978年）
    - 第274話「怪盗組織の罠を暴け」（1979年）
    - 第311話「鉄火女 涙の情け肌」（1979年）
- ぐるぐるメダマン 第25話「メダマンはサンタクロース」（1976年）
- 快傑ズバット 第16話「殺しのぬれぎぬ 哀しみの健」、第17話「嘆きの妹 ふたりの健」（1977年） - 五条
- スパイダーマン 第30話「ガンバレ美人おまわりさん」（1978年） - 警視庁警備課長
- それからの武蔵（1981年） - 覚善坊
- 竜馬がゆく（1982年）
- 柳生新陰流 第4話「宗矩と二蓋笠」 - 第6話「三十三本目の手裏剣」（1982年）